# Néstor Olhagaray
Néstor Olhagaray Llanos (Santiago de Chile, 1946-18 de marzo de 2020) fue un videoartista, investigador y académico chileno. Es considerado uno de los principales exponentes e impulsores del videoarte en su país.

## Biografía
Estudió en el Instituto Pedagógico y luego —entre 1965 y 1970— en la Escuela de Bellas Artes de la Universidad de Chile. Posteriormente realizó un máster en dirección de fotografía en el Instituto de Cine de Moscú, en la Unión Soviética, entre 1972 y 1975, y un diplomado en Comunicación en la Universidad de París III, en Francia, entre 1976 y 1979. En 2006 recibió el título de Doctor en Filosofía, Teoría del Arte y Estética de la Universidad de Chile.
Fue uno de los artistas que participó en el Festival Franco-Chileno de Videoarte entre 1981 y 1992, que en 1993 inspiró la creación de la Bienal de Video de Santiago (hoy Bienal de Artes Mediales de Santiago) y de la Corporación Chilena de Video y Artes Electrónicas, ambas fundadas por Olhagaray, quien ejerció como director de dichas iniciativas hasta 2012. Realizó exposiciones en distintos salones y galerías de Chile y el extranjero, como el Museo de Arte Contemporáneo, la Galería Bucci y el Instituto Goethe (Chile); la Universidad de París XIII, la Salle du Bally y la X Bienal de Artes Plásticas de París (Francia); la Galería Nacional de Arte de Karlsruhe (Alemania); y la Third World Newsreel (Estados Unidos).
Fue profesor en la Facultad de Artes de la Universidad de Chile, en el Magíster en Artes Mediales, entre 2006 y 2012, y en la cátedra electiva de Videoarte en la Licenciatura en Artes Plásticas, desde 2008. También hizo clases en otras instituciones chilenas como la Universidad Tecnológica Metropolitana, Instituto Profesional ARCOS y Duoc UC, y en la Universidad de Burdeos en Francia.

## Obras

### Obras audiovisuales
- Adiós Jacqueline (1984)
- Interview Story (1988)
- F-16 (2003)
- Espacios disciplinados vigilados (2005)
- Todo torturador es un mediocre (2016)

### Libros publicados
- Del video-arte al net-art (2002)
- Sobre video & artes mediales (2014)